# Lương Duyên Hồi
Lương Duyên Hồi (1903-1986) là một nhà hoạt động cách mạng, là Đảng viên Đảng cộng sản Đông Dương lớp đầu tiên ở Thái Bình. Ông quê ở thôn Hưng Tứ (thường gọi gọn là thôn Tứ), tổng Phú Khê, huyện Thần Khê, phủ Tiên Hưng, nay là xã Hồng Việt, huyện Đông Hưng, tỉnh Thái Bình.
Năm 1930 ông là bí thư "Liên Chi bộ Cộng sản Thần-Duyên" đã cùng các đảng viên khác tổ chức đấu tranh biểu tình hưởng ứng phong trào Xô viết Nghệ Tĩnh ở Thái Bình. Cuộc biểu tình ngày 1/5/1930 của nhân dân hai huyện Tiên Hưng và Duyên Hà (tên các huyện trước đây) diễn ra, bị thực dân Pháp đàn áp. Ông bị bắt, năm 1930 bị kết án mười năm khổ sai đày đi Côn Đảo, sau đó bị lưu đày sang Guyane (Nam Mỹ). Năm 1931 con tàu Martinière đưa ông cùng hai bạn tù - đảng viên CSVN là Bùi Hữu Diên và Trần Văn Ngọ, và hơn 500 tù biệt xứ khác đi Guyane, gồm chính trị phạm và thường phạm, trong số đó có đảng viên Quốc dân đảng Lương Như Truật.

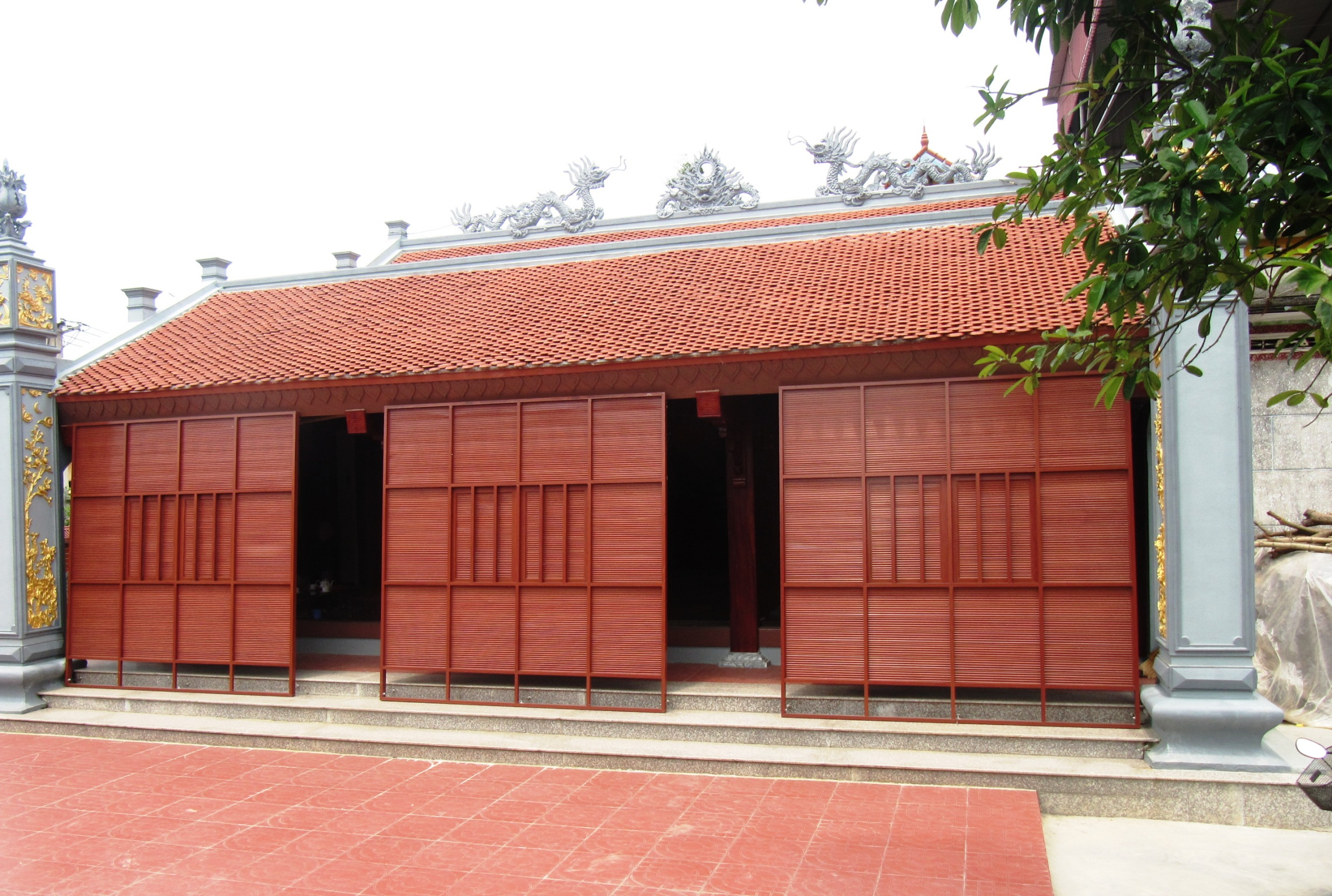
Nhà lưu niệm ông Lương Duyên Hồi ở thôn Hưng Tứ xã Hồng Việt

Ông Hồi có hồi ký viết tay "Từ Đảng ra đời cho đến khi đi đày Guyane", kể lại cuộc đi đày và nộp cho Ban nghiên cứu Lịch sử Đảng Trung ương vào tháng 12/1969.

## Thời niên thiếu
Ông Hồi sinh năm 1903 trong một gia đình nhà nho, tại thôn Hưng Tứ, tổng Phú Khê, phủ Tiên Hưng, tỉnh Thái Bình, theo tên hành chính trước đây. Cha là Lương Duyên Tế (1863-1921). Ông nội là Lương Quy Chính (1825-1908), làm quan đời vua Tự Đức đến chức thượng thư Bộ Hộ, một viên quan có tư tưởng chống Pháp nên đã cáo quan về hưu, và đã cấm con cháu ra làm việc cho thực dân Pháp. Điều này đã được thế hệ cha ông Hồi tuân thủ, và có tác động lớn đến ông Hồi khi trưởng thành.
Khi ông Hồi lớn lên thì nho học đã lỗi thời, nên theo học quốc ngữ và tiếng Pháp. Trong quá trình đi học ở thị xã Thái Bình và trường Thành Chung Nam Định, ông tiếp xúc với những người cùng thời có lòng yêu nước, tiếp cận tư tưởng của Hội Việt Nam Cách mạng Thanh niên, định hướng cho hoạt động của ông sau này.

## Hoạt động trước 1945
Hoạt động cách mạng của ông Hồi bắt đầu từ năm 1926, khi ông cùng với Bùi Hữu Diên, Nguyễn Văn Năng,... là các giáo viên ở vùng bắc Thái Bình, tổ chức các hoạt động văn hóa ở vùng quê, lúc đó là tổng Phú Khê, đồng thời làm nơi tuyên truyền giác ngộ cách mạng cho các tầng lớp nhân dân lao động. Hoạt động mang tính chính trị nhất, là tổ chức lễ truy điệu Cụ Phan Chu Trinh tại địa bàn.
Cuối năm 1926, ông cùng với Bùi Hữu Diên, Nguyễn Văn Năng, Lương Duyên Thiếp, Đào Gia Lựu,... mở Trường tư thục Minh Thành (Minh Thành học hiệu) ở thị xã Thái Bình, làm nơi vừa dạy học vừa tuyên truyền tư tưởng cách mạng. Một học viên của trường là Bùi Đăng Chi (sau này là đại biểu Quốc hội Việt Nam DCCH khóa I, đoàn Thái Bình).
Năm 1930 Đảng bộ Đảng cộng sản Đông Dương tỉnh Thái Bình phát động đấu tranh hưởng ứng phong trào Xô viết Nghệ Tĩnh, giao cho "liên chi bộ Thần-Duyên" (tên vùng lúc đó) tổ chức biểu tình ngày 1/5/1930. Ông Bùi Hữu Diên bị chính quyền điều làm giáo thụ ở Bắc Kạn. Ông Hồi là Bí thư chi bộ cùng các đảng viên khác như Đỗ Gia Thát, Bùi Văn Mộng, Bùi Đăng Sắc, Bùi Đăng Chi,... tổ chức được gần 1000 người, tập trung ở Chợ Khô (thôn Nguyên Lâm, xã Liên Hoa, Đông Hưng hiện nay), dự định đến thị xã Thái Bình. Đoàn biểu tình đi được 7 km, qua sông Trà Lý ở bến Đồng Cống, đến Cống Sinh (làng Đồng Thanh, xã Tân Bình, huyện Vũ Thư hiện nay) cách thị xã cỡ 3 km thì bị quân Pháp và lính tay sai chặn lại. Giám binh Pháp là Rassai, còn tay sai là Nguyễn Huy Xương, lúc đầu mềm mỏng, nhưng sau đó bắn vào đoàn, làm người cầm cờ Trần Đăng Lộc bị thương gục xuống. Người biểu tình bị đánh nên sau đó giải tán. Chính quyền thực dân bắt, và hôm sau đó truy bắt gần như toàn bộ lãnh đạo biểu tình.

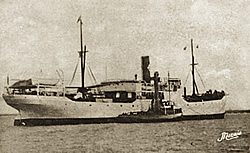
Tàu Martinière

Những người bị bắt từ các vụ biểu tình ở Thái Bình được tập trung về thị xã. Sau đó tháng 9/1930, tòa án Thái Bình xử vụ "Cộng sản ở Thái Bình", khoảng 160 người. Những người có án nhẹ như ông Bùi Đăng Sắc là 2 năm. Tám người bị án nặng, đưa giam ở Côn Đảo. Riêng ông Hồi và Bùi Hữu Diên, Trần Văn Ngọ nặng nhất, mười năm khổ sai đang bị giam ở Côn Đảo, và sau đó tháng 5/1931 tàu Martinière đưa các ông đi đày biệt xứ sang Guyane.
Thời kỳ 1935-1938, Mặt trận bình dân Pháp thắng thế tại Pháp, dẫn đến việc thả nhiều tù chính trị ở thuộc địa. Ông Hồi về nước năm 1938 và tiếp tục hoạt động.

## Hoạt động từ 1945
Năm 1945 ông tham gia lãnh đạo lực lượng Việt Minh giành chính quyền ở phủ Tiên Hưng, sau đó đảm nhận chủ tịch Mặt trận Liên Việt huyện. Những năm sau, ông làm việc trong UBHC tỉnh, sau đó ở ty Thủy lợi tỉnh. Trong cải cách ruộng đất 1956 gia đình ông được xếp thành phần là địa chủ, và chỉnh lại trong đợt sửa sai là trung nông.
Năm 1960 ông được phân công ứng cử, và trúng cử đại biểu Quốc hội nước VNDCCH khóa II.

## Chỉ dẫn
1. ↑  Phân cấp Hành chính năm 1930.
2. ↑  Tiên Hưng sau này nhập với Đông Quan thành huyện Đông Hưng. Duyên Hà sau này nhập với Hưng Nhân thành huyện Hưng Hà.
3. ↑  Bùi Hữu Diên cùng là đảng viên CSVN lớp đầu tiên ở Thái Bình, cùng bị bắt và bị đày biệt xứ sang Guyane. Tuy nhiên ông Diên mất ở Guyane năm 1935.[4]
4. ↑  Tên trong gia phả là Đỗ Gia Chuẩn [9].
5. ↑  Theo tư liệu của họ Lương thì ông Hồi được một đặc ân nhỏ, vì là cháu thượng thư Lương Quy Chính, nên tri phủ Tiên Hưng lúc đó Phan Kế Toại đến báo cho trưởng họ Lương trước khi cho lính đến bắt. Ông Phan Kế Toại là nhân sỹ yêu nước, sau này là Phó Thủ tướng Chính phủ Việt Nam DCCH.